# Arischia
Arischia is een plaats (frazione) in de Italiaanse gemeente L'Aquila.